# Teksel
Teksel (ang. texture element) – najmniejszy, dyskretny punkt tekstury. Innymi słowy tekstura jest macierzą (tablicą) tekseli, podobnie jak ekran jest macierzą pikseli.
Teksele rzadko kiedy pokrywają się z pikselami. Jeśli piksel pokrywa więcej niż jeden teksel, następuje interpolacja ich kolorów. W przypadku przeciwnym teksel reprezentowany będzie przez wiele pikseli o tej samej barwie, przy czym granica dwóch lub więcej tekseli może przebiegać w jednym pikselu. W takim wypadku najczęściej stosuje się różne metody filtrowania (filtrowanie dwuliniowe, trójliniowe itp.), aby poprawić jakość wyświetlanej tekstury.